# Discoverer 26
Discoverer 26 – amerykański satelita wywiadowczy. Stanowił część tajnego programu CORONA. Był to ósmy statek z drugiej serii satelitów programu CORONA, nazwanych KH-2. Trzeci, którego misja w pełni się powiodła. Po 32 okrążeniach kuli ziemskiej, kapsuła powrotna wróciła do atmosfery i została przechwycona w locie.
Statki Discoverer 18, Discoverer 25 i Discoverer 26 zużyły razem 5 470,85 metrów taśmy filmowej, na których wykonały 7 246 fotografii.
Kapsuła, prócz naświetlonych klisz, zawierała próbki krzemu, żelaza, bizmutu, itru, magnezu, niklu, ołowiu, i uranu. Były one wystawione na działanie środowiska kosmicznego przez 50 godzin i 36 minut. Satelita wyniósł także aparaturę do pomiaru gęstości, jonów i meteoroidów na wysokościach orbitalnych.

## Ładunek

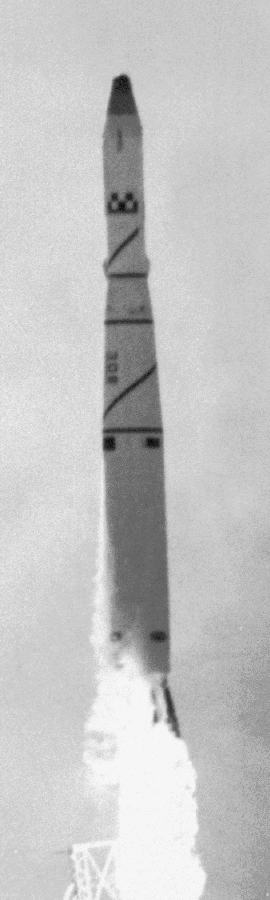
Start rakiety Thor Agena B z satelitą Discoverer 26

- Kamera panoramiczna C-Prime - ogniskowa 61 cm, rozdzielczości (na powierzchni Ziemi) 9 m
- Filmy fotograficzny czułe na ekspozycje neutronami, promieniowaniem X i gamma
- Detektory promieniowania kosmicznego
- Dwa detektory mikrometeoroidów
- Miernik radiowego szumu galaktycznego
- Miernik ciśnienia atmosferycznego
- Próbki metali zwykłych i ziem rzadkich, w celu zbadania wpływu promieniowania na nie.